# Barranc de l'Alzina
El barranc de l'Alzina és un barranc del terme municipal de Fígols i Alinyà, a l'Alt Urgell.
S'origina al nord del Planell de les Collades, a la Serreta, a l'extrem oriental del terme municipal, al vessant nord-oest de la Serra del Port del Comte. Des d'aquell lloc davalla cap al nord, per, al cap de poc, anar girant de primer cap a ponent i després cap al sud-oest. Rep el barranc de Jordonera a l'extrem nord-oriental de l'Obaga d'Esauló, i emprèn la direcció oest, inflexionant lleugerament cap al sud. Passa per sota i a migdia del Pla de l'Anca, i al cap d'una mica rep per l'esquerra el barranc de Sobiró. Poc després arriba a migdia del poble de l'Alzina d'Alinyà, entre ell i les masies de Cal Galtanegra i Cal Quirze. Just en haver superat el poble, a migdia de la Vall del Mig, s'aboca en el riu de la Peça.